# LSV Olmütz
LSV Olmütz (celým názvem: Luftwaffen-Sportverein Olmütz) byl německý vojenský fotbalový klub, který sídlil ve městě Olmütz v Protektorátu Čechy a Morava. Klub patřil pod letecké jednotky Luftwaffe. Založen byl v roce 1940. V roce 1942 zvítězil v Gaulize Sudetenland a zajistil si tak účast v konečné fázi německého mistrovství. V předkole klub narazil na vítěze Gauligy Ostmark – First Vienna FC 1894, tomuto klubu podlehl na Andrově stadionu poměrem 0:1. Zanikl v roce 1944.
Své domácí zápasy odehrával na Andrově stadionu. Klubové barvy byly červená a bílá. Největším úspěchem klubu bylo jednorázové vítězství v Gaulize Sudetenland, jedné ze skupin tehdejší nejvyšší fotbalové soutěže na území Německa.

## Získané trofeje
- Gauliga Sudetenland ( 1× )
  - 1941/42

## Umístění v jednotlivých sezonách
Stručný přehled
Zdroj: 
- 1941–1943: Gauliga Sudetenland Ost

Jednotlivé ročníky
Zdroj: 
Legenda: Z - zápasy, V - výhry, R - remízy, P - porážky, VG - vstřelené góly, OG - obdržené góly, +/- - rozdíl skóre, B - body, červené podbarvení - sestup, zelené podbarvení - postup, fialové podbarvení - reorganizace, změna skupiny či soutěže
| Velkoněmecká říše (1941 – 1943) |                         |        |    |   |   |   |    |    |     |    |        |
| Sezóny                          | Liga                    | Úroveň | Z  | V | R | P | VG | OG | +/- | B  | Pozice |
| 1941/42                         | Gauliga Sudetenland Ost | 1      | 10 | 8 | 1 | 1 | 61 | 12 | +49 | 17 | 1.     |
| 1942/43                         | Gauliga Sudetenland Ost | 1      | 6  | 4 | 1 | 1 | 24 | 14 | +10 | 9  | 2.     |

Poznámky
- 1941/42: Ve finálové skupině klub obsadil vítězné první místo.